# XAusländer
XAusländer ist ein Einzelmodul innerhalb der XÖV-Spezifikationen und wie diese die Beschreibung eines standardisierten Datenaustauschformats auf XML-Basis. Das Datenformat ermöglicht den Datenaustausch der Ausländerbehörden in Deutschland mit ihren Kommunikationspartnern rund um ausländische Staatsangehörige. Die Standards für die Implementierung ist in den XÖV-Regularien und weiterer Standardisierungsverfahren geregelt. Die Spezifikation wird seit 2011 im Auftrag der Innenministerien von Bund und Ländern entwickelt. Seit Anfang Januar 2016 ist die Koordinierungsstelle für IT-Standards (KoSIT) für den gemeinsamen Betrieb als Fachmodul innerhalb des Standards der Innenverwaltung XInneres verantwortlich. Änderungen müssen von den beteiligten Behörden bei der KoSIT beantragt werden. Im Rahmen eines Prüf- und Standardisierungsverfahrens werden Neuerungen implementiert, sind dann für alle beteiligten Behörden verbindlich und müssen in der vorgegebenen Zeit umgesetzt werden.
Für den Datenaustausch ist die Verwendung von Clientsoftware erforderlich, die die Übermittlung von OSCI-Nachrichten unterstützt. Für deutsche Meldebehörden sind dies beispielsweise die Programme Governikus Communicator (Governikus KG), MESO (HSH GmbH) oder PIK (Dataport). Zur bestimmungsgemäßen Verwendung des Moduls sind weitere Schnittstellen erforderlich, beispielsweise die Anbindung an Public-Key-Infrastruktur (PKI) zur Verschlüsselung und Signatur im Nachrichtenversand.
Die Entwicklung von XAusländer folgt dabei nach der XÖV-Methodik einem modellbasierten Entwicklungsprozess, in dem auf Basis von UML-Klassendiagrammen automatisch Artefakte wie Schemata und Spezifikationen generiert werden.

## Rechtsgrundlagen
Art. 91c Grundgesetz in Verbindung mit § 99 Abs. 1 Nr. 15 Aufenthaltsgesetz und § 76a Aufenthaltsverordnung bilden die rechtlichen Grundlagen. Die Weiterentwicklung des Standards unter Einbeziehen neuer Kommunikationsbedarfe und Schnittstellen legt aktuell den Fokus auf das Flüchtlingsmanagement. XAusländer konsolidiert die unterschiedlichen Datendefinitionen zwischen den Behörden in eine strukturierte Standardisierung.